# Elizabeta, ruska carica
Elizabeta Petrovna (Moskva, 29. prosinca 1709. – Sankt-Peterburg, 5. siječnja 1762.), ruska carica od 1741. godine.

## Djetinjstvo i mladost
Elizabeta je bila drugo po redu dijete Petra Velikog i Katarine I. Kako u vrijeme njenog rođenja oni nisu bili u braku njen status je kasnije retroaktivno legaliziran. Tijekom djetinjstva uz sebe je imala uvijek francusku dadilju tako da je tada već svladala osnove ovoga jezika. Želeći se okoristiti ovom činjenicom njen otac je htio dogovoriti njeno vjenčanje s francuskim kraljem Lujem XV. To njegovo razmišljanje je prekinuto tek odbijenicom druge strane koja nije smatrala niti jednu ruskinju dostojnom da bude kraljica Francuske. S tako propalim planovima o vjenčanju ona ostaje živjeti na ruskom dvoru zadovoljavajući se ljubavnicima. Drastična promjena ovog opuštenog načina života postaje smrt njenog polubrata Petra II. i stupanje na prijestolje Ane koja ima iznimno loše mišljenje o svim potomcima Petra Velikog. U tom raščičavanju računa ona nije dirala samu Elizabetu nego osobe oko nje. Tako je tada nastradao njen ljubavnik Aleksej Šubin.

## Puč
Smrću Ane i početkom Rata za austrijsko nasljedstvo 1740. godine. Tada već zaboravljenoj princezi su pristupili predstavnici diplomatskog osoblja Švedske, Prusije i Francuske s ciljem dobivanja kasnijih usluga. Osnovni zahtjev sve tri strane je bio da Rusija napusti savezništvo s Austrijom i objavi Mariji Tereziji rat. Kako je sve zahtjeve buduća carica prihvatila u skladu s planom Švedska napada Rusiju u kolovozu 1741. godine. Katastrofalni poraz ove invazije koja je trebala izazvati nezadovoljstvo ruskog naroda dovodi zavjerenički nastrojene diplomate u očaj. Bez obzira na to Elizabeta uspijeva sačuvati hladnu glavnu i pokreće novu zavjeru. Kako bi se ona ostvarila zahtjeva novac od francuskog veleposlanika što na kraju samo djelomično dobiva. Sada s tim novcem svojim ljubavnikom i četiri člana kućanstva ona odlazi u Moskovsku vojnu kasarnu u ponoć 6. prosinca 1741. godine. Darujući prisutnim vojnicima poklone i prije svega alkohol ona ih uspijeva nagovoriti kako je stiglo vrijeme da na vlasti u Rusiji bude kćer Petra Velikog, a ne sin nekog Nijemca. U noćnom neočekivanom napadu pobunjenici su zarobili cara Ivana VI. s majkom, ostatkom obitelji i većinom ministara. Drugo jutro kada se Moskva i Rusija probudila nitko još nije bio znao za promjenu vlasti u Kremlju.

## Carica
Bez obzira na obećanja prvobitno dana svojim sponzorima Elizabeta je od prvog dana počela voditi svoju samostalnu politiku. Rat koji je Švedska počela 1741. kako bi potpomogla državni udar ne da nije bio završen promjenom vlasti nego se nastavio pojačanim ritmom. Bez šanse za pobjedu namjesto prvobitno obećanih provincija mirovnim sporazumom iz 1743. godine Švedska je morala ustupiti područja pobjedničkoj Rusiji. Ti događaji na sjevernoj fronti su tako bili postali jedini razlog za ne upletanje Elizabete u tadašnji opće Europski rat. Sljedeće tri godine Rusija prolazi u pripremama za objavu rat Prusiji, Francuskoj i Bavarskoj koji su zajedno napali Austriju. Kao trenutak službene objave rata se može uzeti 1746. godina kada Petrograd i Beč zaključuju vojni savez. Ne dugo potom ruska vojna bujica će se prošetati praktički bez borbe od Moskve do rijeke Rajne. Niti Prusija niti Francuska niti Bavarska neće pokušati zaustaviti ovu bujicu. Njena neminovna posljedica tada postaje mirovni sporazum iz Aachena od 18. listopada 1748. godine kojim Austrija zadržava sav svoj teritorij, a Pruska dobiva Šleziju. 

## Posljednji rat
Bez obzira na stvarne želje ove carice ona u povijest ulazi kao europski gospodar rata,a ne kao reformator zbog toga što se nije obazirala na potrebe državnih promjena. U Rusiji nju se slavi kao sposobnog vladara koji se uvijek zalagao za interese države i vidovitu osobu što je znala unaprijed opasnost ujedinjene Njemačke.
Njen posljednji rat postaje nova runda protiv Fridrika Velikog. Kada je on prvo sklopio savez s Velikom Britanijom, a potom ponovno 1756. godine napao ponovno Austriju Elizabetu je svladao totalni bijes. Po njenom tada otvoreno prikazanom mišljenju mir u Europi jedino je mogući potpunim uništenjem snaga ratobornog Fridrika Velikog. Bez obzira na sve druge događaje 85 000 ruskih vojnika kreće 17. svibnja 1757. s zadatkom uništenja Pruske vojske i kraljevstva koje mora biti smanjeno na status običnog vojvodstva. Iako je realno taj rat bio završen 1760. godine kratkotrajnim padom Berlina u ruske ruke Fridrik se nije predavao zahvaljujući pomoći svojeg Britanskog saveznika. Smrt Elizabete 5. siječnja 1762. godine dolazi nakon dugo bolesti koja ju prati još od prvih dana ovoga rata. Njenu smrt Njemačka još uvijek pamti pod imenom Čudo dinastije Brandenburg jer spašava Prusiju od nestanka.

## Obitelj
Za gotovo cijeli svijet Elizabeta se nije nikada ženila. Istina je na žalost njenih potomaka u stvarnosti bila potpuno drugačija pošto ona ipak sklapa tajni brak s Aleksejom Razumovskijem u jesen 1742. godine. Tijekom toga braka bit će rođene njene dvije navodne kćeri koje dobivaju prezime Tarakova. [nedostaje izvor] Prva od njih, časna sestra Dosifeja (upitno je je li odabrala taj život dobrovoljno), nakon smrti će biti pokopana na groblju dinastije Romanov, čime se nepobitno potvrđuje njeno porijeklo. Druga, shvativši "nezdravu" atmosferu u Rusiji, pobjeći će u Europu samo da bi je ruski agenti uhvatili i poslali u domovinski zatvor. U zatvoru ona umire u nerazjašnjenim okolnostima 1777. godine. [nedostaje izvor]
Odluka kojom je Elizabeta vlastitu djecu osudila na zatvor i smrt bila je donesena još početkom vladavine kada ona 1742. godine proglašava svog nećaka Petra III. nasljednikom. U to doba ni prva ni druga kćer još nisu bile rođene, a poslije ova carica iz nepoznatih razloga odbija promijeniti svoju prvobitnu odluku bez obzira na duboko neslaganje s Petrom po pitanju politike.
| Prethodnik: | ruska carica | Nasljednik: |
| Ivan VI.    | ruska carica | Petar III.  |